# Patata paja

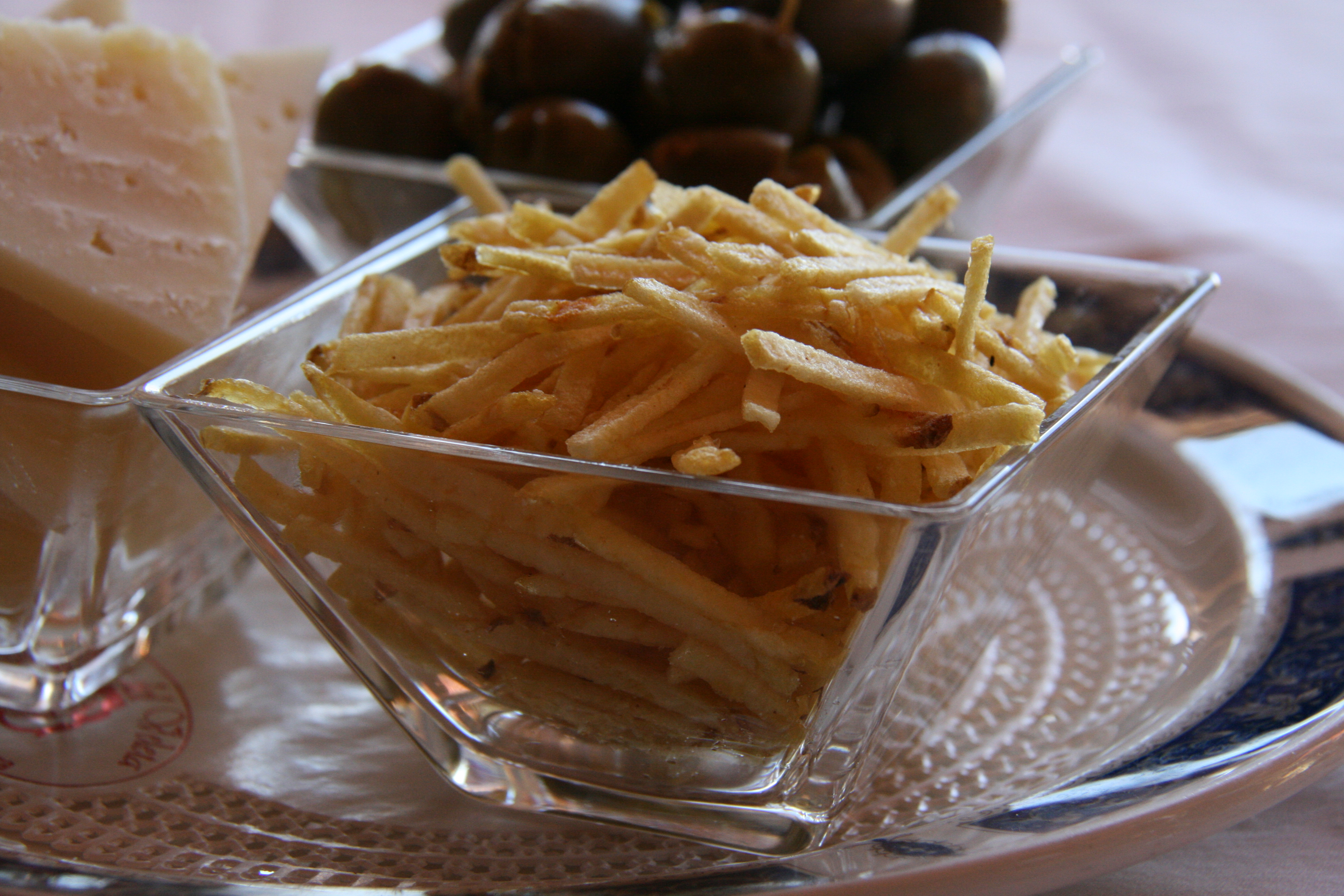
Patatas paja servidas como una tapa.

La patata paja o papas pay es un tipo de patata frita. Este tipo de patata se denomina así por ser el corte de la patata en juliana que tras la fritura llega a ser parecido a las pajas del trigo. Este tipo de preparación se emplea fundamentalmente en la decoración de algunos platos tradicionales como puede ser el bacalhau à brás (bacalhau dourado) de la cocina portuguesa.

## Características
Este tipo de patata se corta en juliana (cortadas con una mandolina) y se lava con el objeto de quitar la fécula. Se suele freír en aceite de oliva hirviendo, y tras la fritura su forma final recuerda al de paja. Su forma hace que se sirva la mayoría de las veces como guarnición de otros platos, generalmente de carne o pescado.